# Бастьен и Бастьенна
«Бастьен и Бастьенна» (KV 50/46b, нем. Bastien und Bastienne) — одноактный зингшпиль В. А. Моцарта на либретто Фридриха Вильгельма Вайскерна и Иоганна Aндреаса Шахтнера.
Премьера состоялась 1 октября 1768 года в Вене.

## История создания
В 1768 году двенадцатилетний Моцарт в сопровождении отца едет в Вену. Здесь, вдохновлённый исполненной в Бургтеатре оперой Жан-Жака Руссо «Деревенский колдун», он сочиняет оперу «Бастьен и Бастьенна», которую исполняют в саду у венского доктора и богатого мецената Франца Антона Месмера (позже Моцарт спародирует его в опере «Так поступают все»). Почти никаких сведений о спектакле не сохранилось. Следующее представление состоялось только через сто лет после смерти композитора, 2 октября 1890 года в Берлине.

## Действующие лица
- Бастьен, пастух (в первой версии — тенор, во второй — дискант)
- Бастьенна, пастушка (сопрано)
- Колас, деревенский колдун-шарлатан (в первой версии — бас, во второй — альт)

Первая версия «Бастьена и Бастьенны» создавалась для взрослых исполнителей; вторая, с добавленными речитативами (при жизни композитора не ставилась) — для детских голосов.

## Синопсис
Бастьенна опасается, что её возлюбленный, Бастьен, забыл её. Она встречается с Коласом и просит его о помощи. Колас успокаивает Бастьенну: Бастьен не оставил её, он лишь увлечён городской красавицей. Колас советует Бастьенне холодно встретить возлюбленного — и тот сразу вернётся.
При приближении Бастьена пастушка скрывается. Колас сообщает ему, что у Бастьенны появился новый поклонник. Бастьен потрясён и просит у волшебника помощи. Колас открывает свою «волшебную» книгу и читает «заклинания» — бессмысленный набор звуков вперемешку с латинскими склонениями («…Диги-даги, шуры-муры, хорум-харум, лирум-ларум…»); затем объявляет, что отныне Бастьенна снова влюблена в Бастьена. Но сама Бастьенна решает ещё подразнить Бастьена и отвергает его признания. Бастьен угрожает мнимым самоубийством, и при поддержке Коласа влюблённые мирятся.

## Состав оркестра
- Струнные
- 2 флейты, 2 гобоя
- 2 валторны
- Бас континуо (виолончель и клавесин)

## Номерная структура
- Увертюра (Intrada)
- 1. Ария Бастьенны: Mein liebster Freund hat mich verlassen
- 2. Ария Бастьенны: Ich geh’ jetzt auf die Weide
- 3. Выход Коласа (оркестровый)
- 4. Ария Коласа: Befraget miche in zartes Kind
- 5. Ария Бастьенны: Wenn mein Bastien einst im Scherze
- 6. Ария Бастьенны: Würd’ich auch, wie manche Buhlerinnen
- 7. Дуэт Бастьенны и Коласа: Auf den Rat, den ich gegeben
- 8. Ария Бастьена: Grossen Dank dir abzustatten
- 9. Ария Бастьена: Geh! du sagst mir eine Fabel
- 10. Ария Коласа: Diggi, daggi, schurry, murry
- 11. Ария Бастьена: Meiner Liebsten schöne Wangen
- 12. Ария Бастьенны: Er war mir sonst treu und ergeben
- 13. Дуэт Бастьена и Бастьенны: Geh hin! Ich will
- 14. Речитатив и ариозо Бастьена: Dein Trotz vermehrt sich
- 15. Дуэт Бастьена и Бастьенны: Geh! Geh! Geh! Herz von Flandern
- 16. Терцет: Kinder! Kinder! seht, nach Sturm und Regen

## Факты
- Либретто оперы насыщено простонародным юмором, и многие слова и выражения, невинные на первый взгляд, имеют второй, часто довольно грубый смысл.
- Опера Руссо «Деревенский колдун» послужила источником вдохновения не только для Моцарта, но и для композитора М. Соколовского и драматурга А. Аблесимова, сочинивших оперу «Мельник — колдун, обманщик и сват».
- Главная тема увертюры почти точно совпадает с главной темой 1-й части «Героической» симфонии Бетховена. Маловероятно, что Бетховен был знаком с «Бастьеном и Бастьенной»; скорее всего, это простое совпадение.